# 马尔马里斯

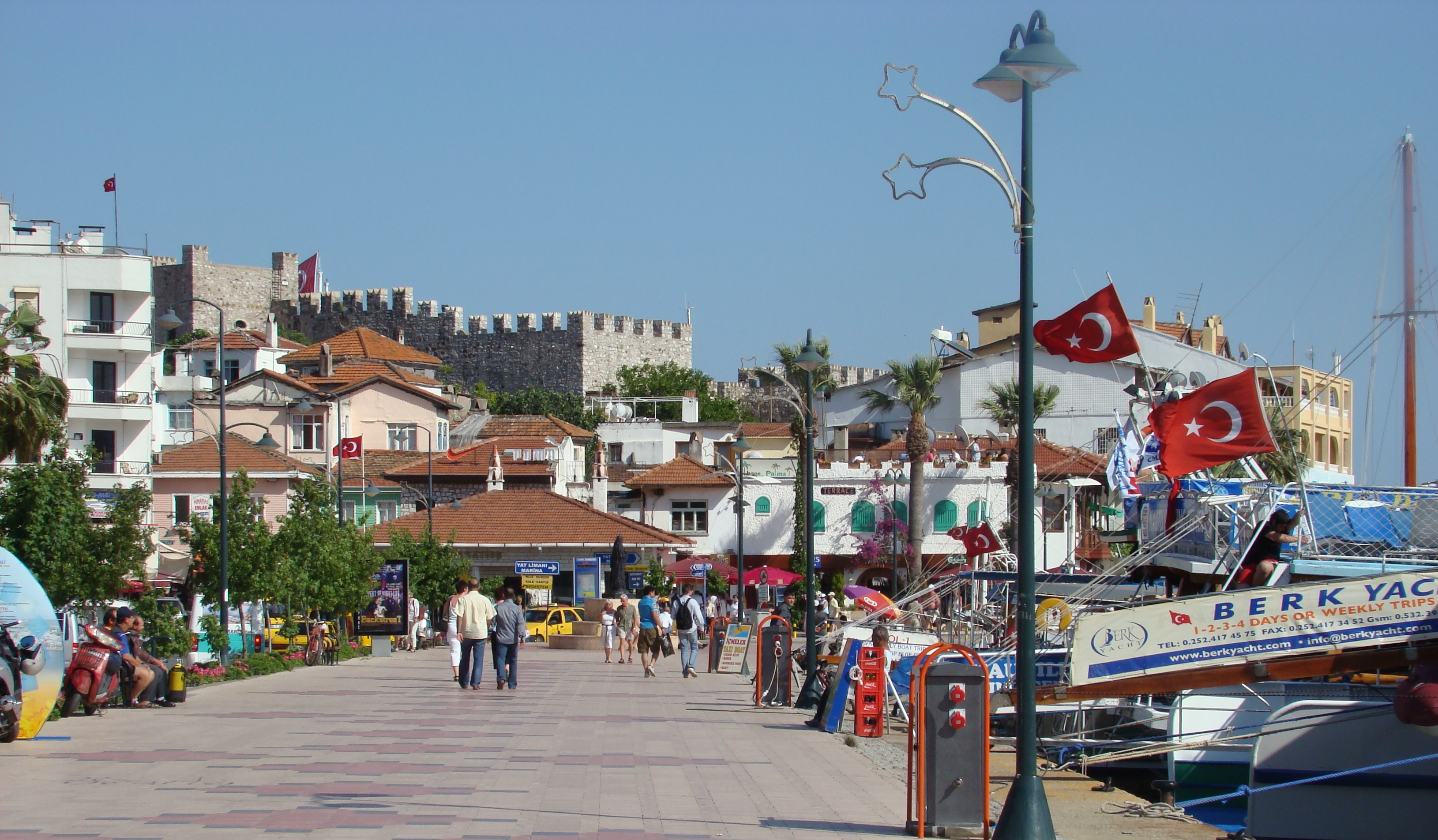
马尔马里斯

马尔马里斯（土耳其语：Marmaris），位于土耳其西南部穆拉省，是地中海沿岸的一个港口城市和旅游目的地。

## 历史
尽管马尔马里斯何时被建立不得而知，但是一般认为是作为卡里亚之一部分建于公元前6世纪。据历史学家希罗多德，自公元前3000年在马尔马里斯有一个城堡。在希腊化时代，卡里亚被亚历山大大帝入侵，城堡被围困。 小镇600居民意识到，他们已经没有机会抵抗侵略军，于是他们在城堡焚烧了他们的财物，然后带着妇女和儿童逃到山上。入侵者很清楚城堡的战略价值，在主力撤退回家之前修复了被毁坏的部分，城堡可容纳几百名士兵。 二千年后，在十五世纪中期，蘇丹穆罕默德二世努力使奥斯曼帝国开始上升，他成功地征服安纳托利亚侯国的各部落，并使他们团结在一个旗帜下。他最大的麻烦事来自圣约翰骑士，圣约翰骑士占领了多德卡尼斯群岛，他把总部设在罗得岛，骑士们能够抵挡穆罕默德二世的攻击，打了多年;直至后来继位的苏丹更强大的进攻才告终。马尔马里斯城堡开始重建，是在1522年。由于奥斯曼帝国苏丹的苏莱曼大帝要发动攻打罗得岛的战役，马尔马里斯就承担起基地的角色。自1979年以来，城堡整修工作就在持续进行，为的是把它恢复回到原来的状态。在土耳其文化部的主持下，城堡被改建成了一座博物馆，有7个画廊，其中最大的一个是用作展览大厅，庭院有季节性花卉装饰。同时期苏莱曼德大帝的母亲艾謝·哈芙莎蘇丹，建造有一个小型的奥斯曼商隊驛站，在城堡中还有的集市。

## 现况
马尔马里斯的主要收入来源是旅游业。虽然几十年前马尔马里斯还是个清静小渔村，但在20世纪80年代建筑业蓬勃发展，马尔马里斯由于特殊的自然美景的位置仍保留着她的魅力。该市2005年的人口数量为1.8万人，在旅游旺季当人流达到高峰估计可达到30至40万人。马尔马里斯拥有两个主要码头和几个滨海散步道，同时也是一个重要的帆船中心。这是一个受游船客人欢迎的越冬之地，有定期渡轮穿梭于希腊罗得岛以及其他一些大型游船停靠的港口之间。